# ナタリー・ロワゾー
ナタリー・ロワゾー（仏: Nathalie Loiseau, 1964年6月1日 - ）は、フランスの政治家。ナタリー・ロワゾとも表記される。

## 経歴
パリ近郊のヌイイ＝シュル＝セーヌで生まれる。パリ政治学院を卒業する。フランス国立東洋言語文化研究所を中国語専攻で卒業する。
1986年、外務省に入省する。1990年から1992年にかけてインドネシア・ジャカルタに配属される。1993年から1995年にかけて外務大臣、アラン・ジュペの秘書室で参事官を務める。1995年から1999年にかけてセネガル・ダカールに配属される。1999年から2002年にかけてモロッコ・ラバトに配属される。
2002年8月から2007年7月にかけて、ワシントンD.C.のフランス大使館で情報サービスや報道の責任者を務める。2007年から2008年にかけて、北アフリカ局の副局長を務める。2008年から2009年にかけて、ケ・ドルセーで中東・北アフリカ局の副局長を務める。2009年から2011年にかけて、外務・欧州問題担当省で人事局長を務める。2011年11月から、管理・現代化総局長を務める。
2012年10月3日から2017年6月にかけて、フランス国立行政学院の校長を務める。2017年6月21日から2019年3月27日にかけて、欧州問題担当大臣を務める。2019年欧州議会議員選挙に共和国前進から立候補し、当選。2024年欧州議会議員選挙でも再選された。欧州議会では外交委員会に所属し、安全保障・防衛小委員会の委員長を務めている。

## 著作
- Choisissez tout - 2014年、ISBN 978-2-70964484-6
- La Démocratie en BD - 2017年、ISBN 978-2-20313233-7